# John Carter de Mars
John Carter de Mars (titre original : John Carter of Mars) est un recueil de nouvelles basées sur le personnage de John Carter créé par Edgar Rice Burroughs, onzième et dernier livre du Cycle de Mars qui se déroule sur Barsoom. Le livre, qui suit Llana de Gathol, est constitué de deux nouvelles : John Carter and the Giant of Mars, écrit par John "Jack" Coleman Burroughs, fils de E.R. Burroughs qui aurait revu et finalisé l'histoire, et Skeleton Men of Jupiter. 
Les nouvelles sont initialement publiés dans un Big Little Book de Western Publishing en 1940 (pour John Carter and the Giant of Mars) et dans Amazing Stories en 1943 (pour Skeleton Men of Jupiter), puis en un volume en 1964 par Edgar Rice Burroughs, Inc. (c'est-à-dire après le décès de Edgar Rice Burroughs).

## Publications

### Version originale
- Titre : John Carter of Mars
- Parution en magazine : John Carter and the Giant of Mars, dans Big Little Book de Western Publishing en 1940 et Skeleton Men of Jupiter dans Amazing Stories en 1943
- Parution en livre : Edgar Rice Burroughs, Inc., 1964

### Éditions françaises
- John Carter of Mars, in Le cycle de Mars 2, traduction de Martine Blond, Lefrancq (1995)  (ISBN 978-2-87153-466-2) (volume réédité par la librairie Ananke en 2002  (ISBN 978-2-87418-077-4))